# Cristina Karrer
Cristina Karrer (* 6. April 1961 in St. Gallen) ist eine Schweizer Fernsehjournalistin, Filmemacherin und Autorin. Sie arbeitet seit 2001 als freie Afrikakorrespondentin für das Schweizer Fernsehen und als freie Dokumentarfilmerin für Format NZZ. Sie lebt in Johannesburg, Südafrika. Im Mai 2023 erhielt sie den Swiss Press Award Video für ihren Dokumentarfilm Überleben in der Dürre bei Format NZZ. Der Film handelt vom Klimawandel in Kenia und möglichen Lösungen.

## Leben
Karrer wuchs in St. Gallen und Zürich auf. Sie studierte Sozialgeografie und Geschichte und schloss mit dem Master an der Universität Zürich ab. 1991 wurde sie mit dem Zürcher Journalistenpreis für eine Reportage über Bauern in Rumänien ausgezeichnet.
Danach lebte sie mehrere Jahre als freie Journalistin in Irakisch-Kurdistan, wo sie für AFP arbeitete. Mitte der neunziger Jahre begann sie beim SRF zu arbeiten, wo sie zahlreiche Auslandsreportagen realisierte. 2001 reiste sie per Containerschiff nach Kapstadt und lebt seither in Johannesburg. Sie war in der Folge Co-Regisseurin beim Dokumentarfilm Hidden Heart, der 2008 den Zürcher Filmpreis erhielt.

## Auszeichnungen
- 1991 Zürcher Journalistenpreis
- 2008 Zürcher Filmpreis[2]
- 2023 Swiss Press Award[3]

## Werke (Auswahl)
- Sie haben unsere Männer verschleppt – Frauen und Krieg in Irakisch Kurdistan, Buch, 1998
- Hidden Heart (Dokumentarfilm über die erste Herztransplantation, Christiaan Barnard und Hamilton Naki), 2008
- Andreas Vollenweider, Dokumentarfilm über Schweizer Musiker, 2013
- Drama am Gauligletscher, 2011, Co-Regie Patricia Wagner, Dokumentarfilm
- Meine Mutter, ihre Liebhaber und mein gebrochenes Herz, eine Biografie, Orell Füssli Verlag, 2018
- Namibia. Deutschlands langer Schatten, Dokumentarfilm aus Namibia, NZZ Format, 2022
- Überleben in der Dürre, Dokumentarfilm aus Kenia, NZZ Format, 2022